# Aristippo
Aristippo (in greco antico: Ἀρίστιππος ὁ Κυρηναῖος?, Arístippos ho Kyrēnaîos; Cirene, 435 a.C. – Lipari, 366 a.C.) è stato un filosofo greco antico, fondatore della scuola cirenaica.
(Diogene Laerzio, Vite dei filosofi, II 75;)

## Biografia

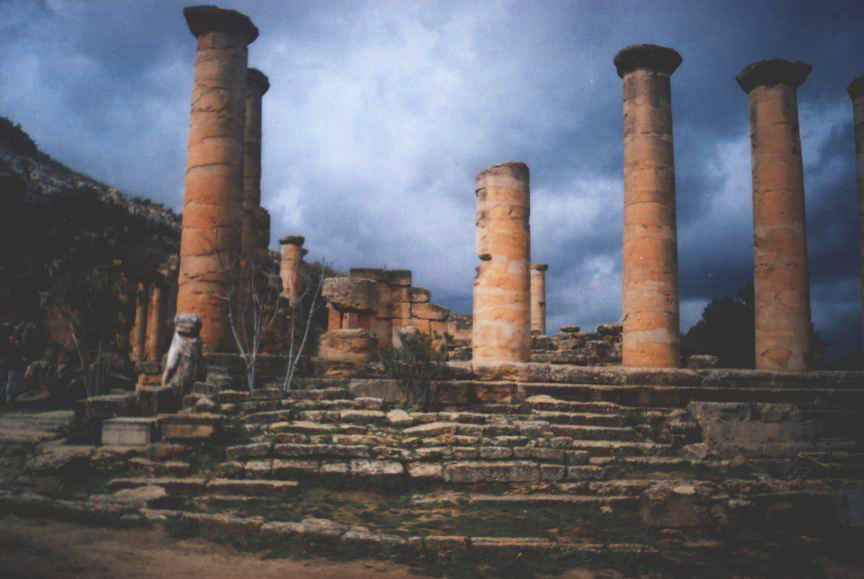
Le rovine di Cirene

Nato e cresciuto a Cirene (odierna Shahhat, in Libia), colonia greca della Cirenaica (una regione orientale della Libia antica), verso i diciannove anni si recò in Grecia per le olimpiadi. Qui, un uomo di nome Iscomaco gli parlò del filosofo Socrate di Atene, che subito Aristippo volle conoscere, e presto entrò a far parte del suo circolo d'amici e allievi. In viaggi successivi, conobbe anche Platone e fu con lui alla corte di Dionisio il Vecchio a Siracusa. 
Diogene Laerzio non indica il luogo dove Aristippo morì; Luciano De Crescenzo ipotizza che sia morto all'incirca all'età di settant'anni a Lipari, presso l'arcipelago delle Isole Eolie, dove si sarebbe fermato dopo essersi ammalato, secondo quanto riportato in un frammento di una lettera indirizzata alla figlia. È altresì plausibile che, dopo il soggiorno in Sicilia, abbia fatto ritorno nella sua Cirene, e ivi abbia trascorso la sua vecchiaia. 
Forse fece naufragio a Rodi e incontrò anche Diogene di Sinope a Corinto.
(Valerio Massimo, "Fatti e detti memorabili", IV, 3-4)
A proposito della sua vita sono raccontati aneddoti interessanti:
(Diogene Laerzio, Vite dei filosofi, II, 66)
Sua figlia fu Arete di Cirene, e suo nipote Aristippo il Giovane, entrambi filosofi.

## Dottrine filosofiche
La scuola filosofica dei Cirenaici ha in Aristippo il suo fondatore, ossia colui che ha posto il piacere come fine primario dell'esistenza. Scuola non omogenea, quella cirenaica si articolerà al suo interno in varie sfumature etiche e si ritroverà solo successivamente e in parte nell'epicureismo. Epicuro, infatti, doterà la sua dottrina edonistica di un fondamento ontologico e gnoseologico che nei Cirenaici è assente, sviluppandosi il loro pensiero esclusivamente sul terreno di un'etica del vivere la quotidianità, pragmatica e lontana da principi teorici. Aristippo ha caratterizzato quest'indirizzo filosofico sulle basi dell'antropocentrismo, del sensismo assoluto, della ricerca del piacere corporeo e dell'autosufficienza individualistica. 

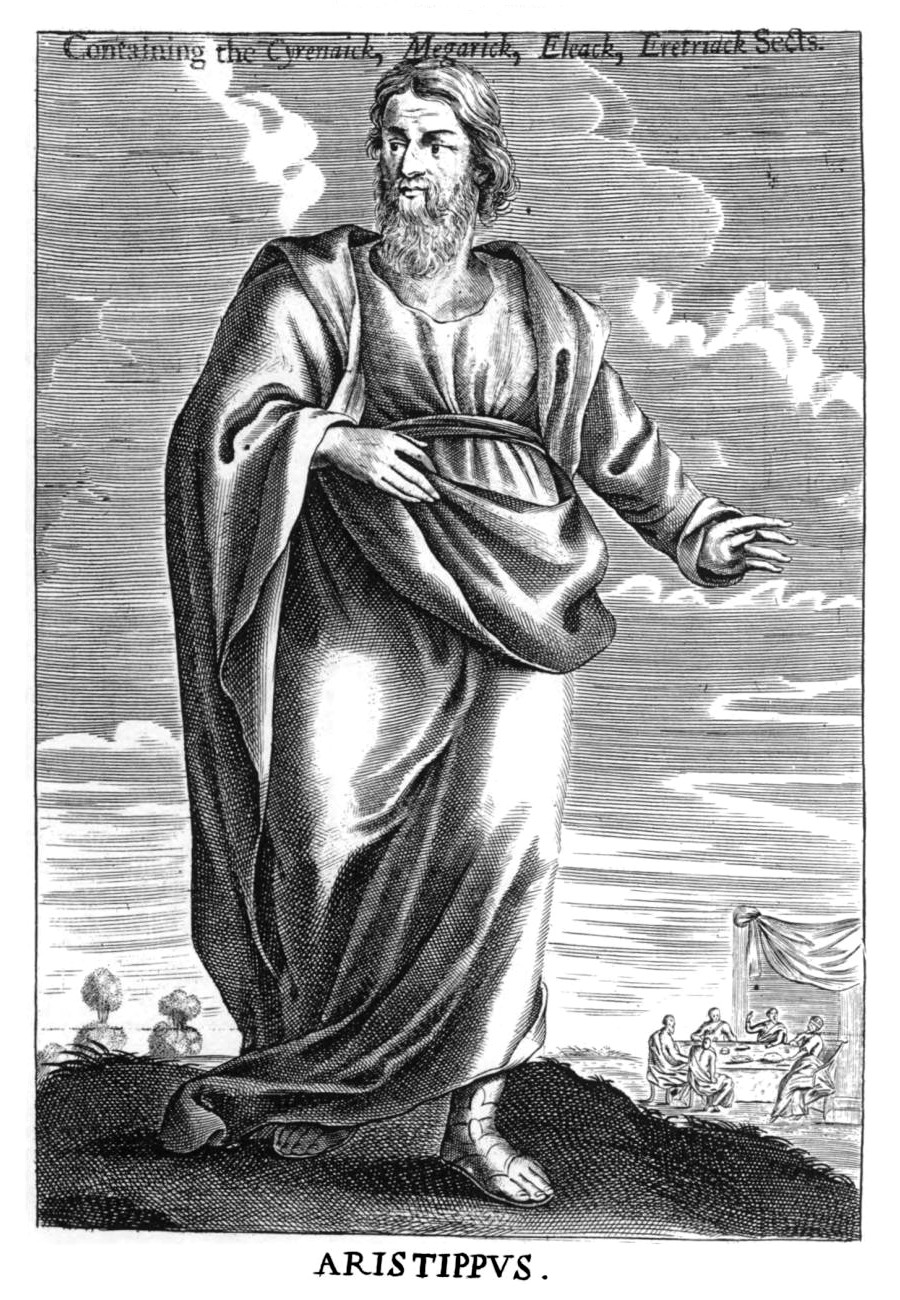
Raffigurazione di Aristippo

Quest'ultimo punto, caratterizzante l'edonismo di Aristippo, si esprime con l'enunciazione di un individualismo estremo e di un'autosufficienza non lontana da quella cinica, con un certo disprezzo per le convenzioni sociali e ogni tradizione. Il piacere immediato e dinamico si accompagna all'individualismo che cerca il piacere, abbracciando ogni momento dell'esistenza che lo possa offrire e in qualsiasi forma. Soltanto i fatti umani sono degni di interesse e i fenomeni naturali lo sono solo se producono piacere. Ma l'autosufficienza, quest'importante principio aristippeo, riguarda anche il piacere, che va perseguito senza diventarne dipendenti, poiché se esso è sempre bene, quindi da perseguire in ogni situazione e circostanza, se da posseduto diventa possessore, va abbandonato poiché l'autosufficienza e l'autonomia individuale sono sopra ogni altra cosa. 

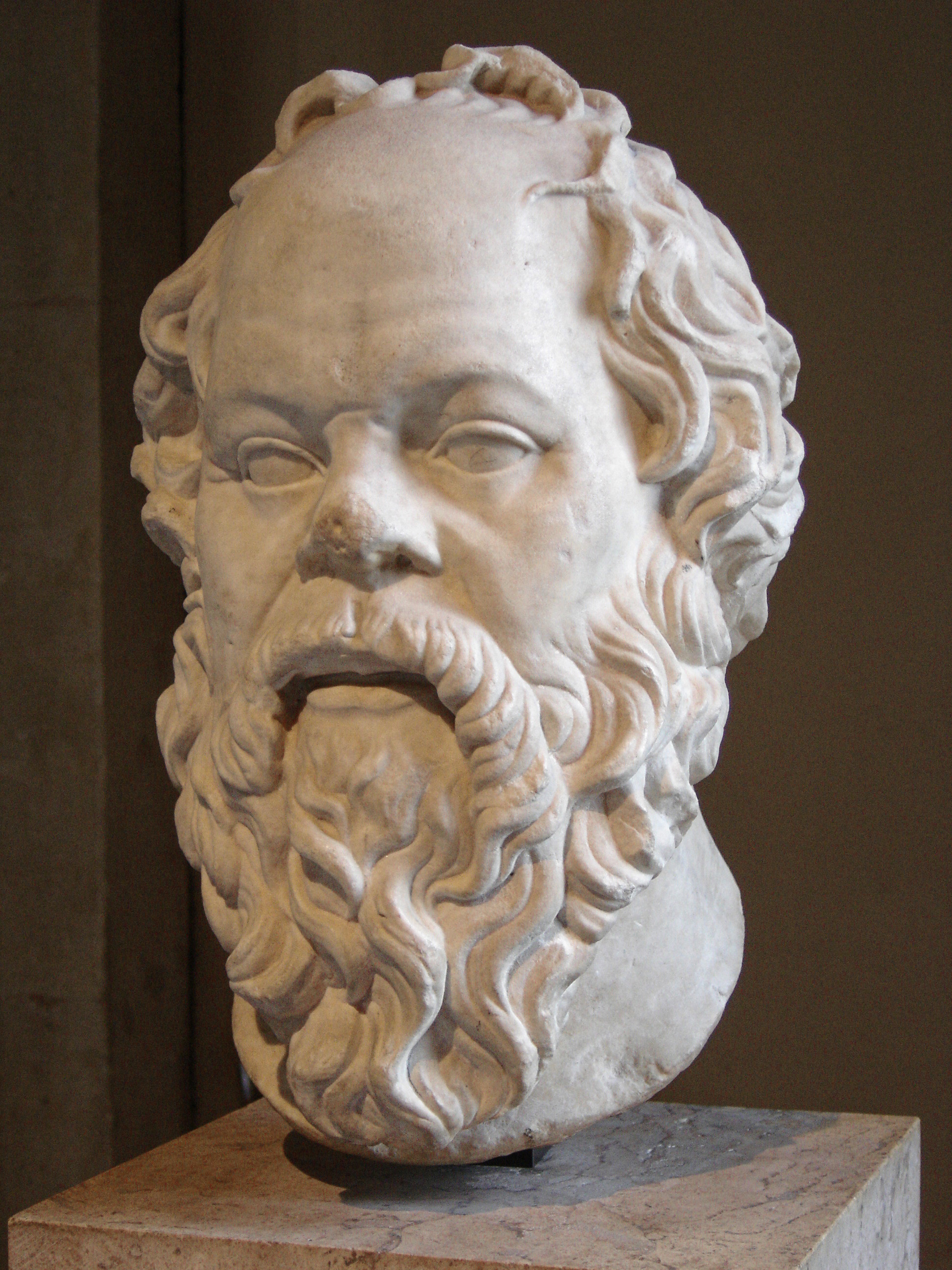
Socrate, maestro di Aristippo

Il piacere vero è sempre e comunque dinamico (non l'aponìa epicurea = “assenza di dolore”) ed è il vero motore positivo dell'esistenza di una persona, che è successione discontinua di istanti e va vissuta solo nel presente, ignorando il passato e il futuro: è questa una formulazione ante litteram del cosiddetto carpe diem, messaggio che troverà seguaci e interpreti soprattutto tra numerosi intellettuali del mondo latino. Infine, il fenomenismo aristippeo è assoluto, in quanto egli sostiene che soltanto ciò che viene percepito è reale: tale riduzionismo sensistico e individualistico rivela in Aristippo indubbi riferimenti anche alla filosofia sofistica. 
Diversi studiosi tendono a spostare la teorizzazione dell'edonismo cirenaico da Aristippo (il Vecchio) a suo nipote Aristippo Metrodidatta (detto anche Aristippo il Giovane) attraverso la figlia Arete, che fu una donna colta e sensibile alla filosofia del padre. In altre parole, Aristippo il Vecchio si sarebbe limitato a dirigere i propri comportamenti in senso edonistico (ma ancora con qualche misura) e verso un certo aristocratico distacco ironico che privilegiava piuttosto gli elementi dell'autonomia esistenziale e dell'autosufficienza. Secondo questa interpretazione, egli si sarebbe tenuto abbastanza lontano dall'edonismo rozzo del quale in seguito venne spesso accusata la scuola cirenaica.
Egli sarebbe rimasto fondamentalmente un socratico, che avrebbe mantenuto nei confronti del piacere un certo distacco non privo di riserve, espresse nel ben noto aforisma: “possedere il piacere, ma non esserne posseduti” (tradìto in latino come habere non haberi). Pare che fu la risposta a una critica sulla frequentazione di un'etera di nome Laide: “La posseggo, non ne sono posseduto” fu la risposta, assieme a “ottima cosa è vincere e non essere schiavi dei piaceri, più che il non goderne affatto”.
Nonostante, quindi, non ricerchi solo il piacere catastematico "negativo" come gli epicurei, ma soprattutto quello cinetico e attivo, Aristippo propone la "misura", a differenza di alcuni suoi allievi che per questo sono stati definiti come proto-libertini.

### La scuola cirenaica dopo Aristippo
La scuola, dopo la scomparsa del fondatore fu guidata inizialmente dalla figlia Arete e dal nipote Aristippo il Giovane, come detto.
I seguaci di Aristippo come è già stato detto non costituiranno mai una vera e propria scuola omogenea, ma svilupperanno il suo edonismo in direzioni differenti. Ciò può essere preso a conferma della mancanza di teorizzazione della sua filosofia, essendosi egli limitato ad indicare una direzione etica, a sua volta variamente interpretabile. 
A parte Aristippo Metrodidatta il Giovane, di cui si è detto e al quale alcuni attribuiscono un intento radicalizzante all'interno della stessa cornice edonistica, emergono come successori più tardi tre personaggi di notevole spessore, anche se non molto ben documentati, tutti e tre vissuti tra la seconda metà del IV e la prima metà del III secolo a.C. (quindi contemporanei o appena più giovani di Epicuro): Egesia, Annicéri (o Anniceride) e Teodoro l’ateo.